# سفيتوسلاف فوتسوف
سفيتوسلاف فوتسوف (بالبلغارية: Светослав Вуцов)‏ هو لاعب كرة قدم بلغاري، ولد في 9 يوليو 2002 في صوفيا في بلغاريا.